# Sibley County
Sibley County er et county i den amerikanske delstat Minnesota. County'et ligger i den centrale del af delstaten og grænser op til McLeod County i nord, Carver County i nordøst, Scott County i øst, Le Sueur County i sydøst Nicollet County i syd og mod Renville County i vest.
Sibley Countys totale areal er 1.555 km², hvoraf 30 km² er vand, og havde i 2000 15.356 indbyggere. Det administrative centrum ligger i byen Gaylord.
Sibley County er opkaldt efter guvernør Henry Hastings Sibley.
44°35′N 94°14′V / 44.58°N 94.23°V